# Hohe Straße 27 (Quedlinburg)

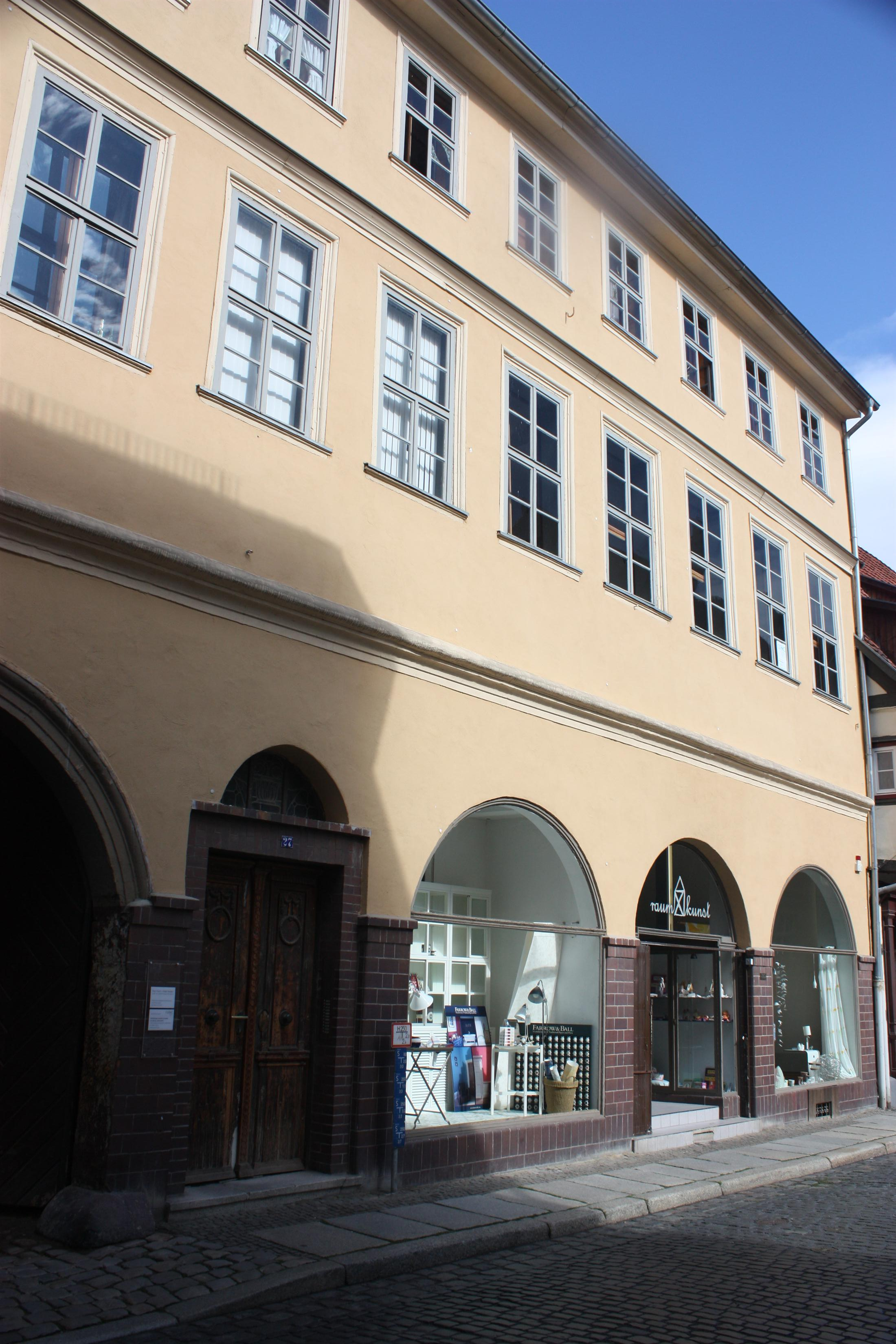
Haus Hohe Straße 27

Das Haus Hohe Straße 27 ist ein denkmalgeschütztes Gebäude in der Stadt Quedlinburg in Sachsen-Anhalt.

## Lage
Es befindet sich im Stadtgebiet westlich des Marktplatzes in der historischen Quedlinburger Altstadt gegenüber der Einmündung der Blasiistraße auf die Hohe Straße und gehört zum UNESCO-Weltkulturerbe. Nördlich grenzt das gleichfalls denkmalgeschützte Haus Hohe Straße 28, südlich das Haus Hohe Straße 26 an.

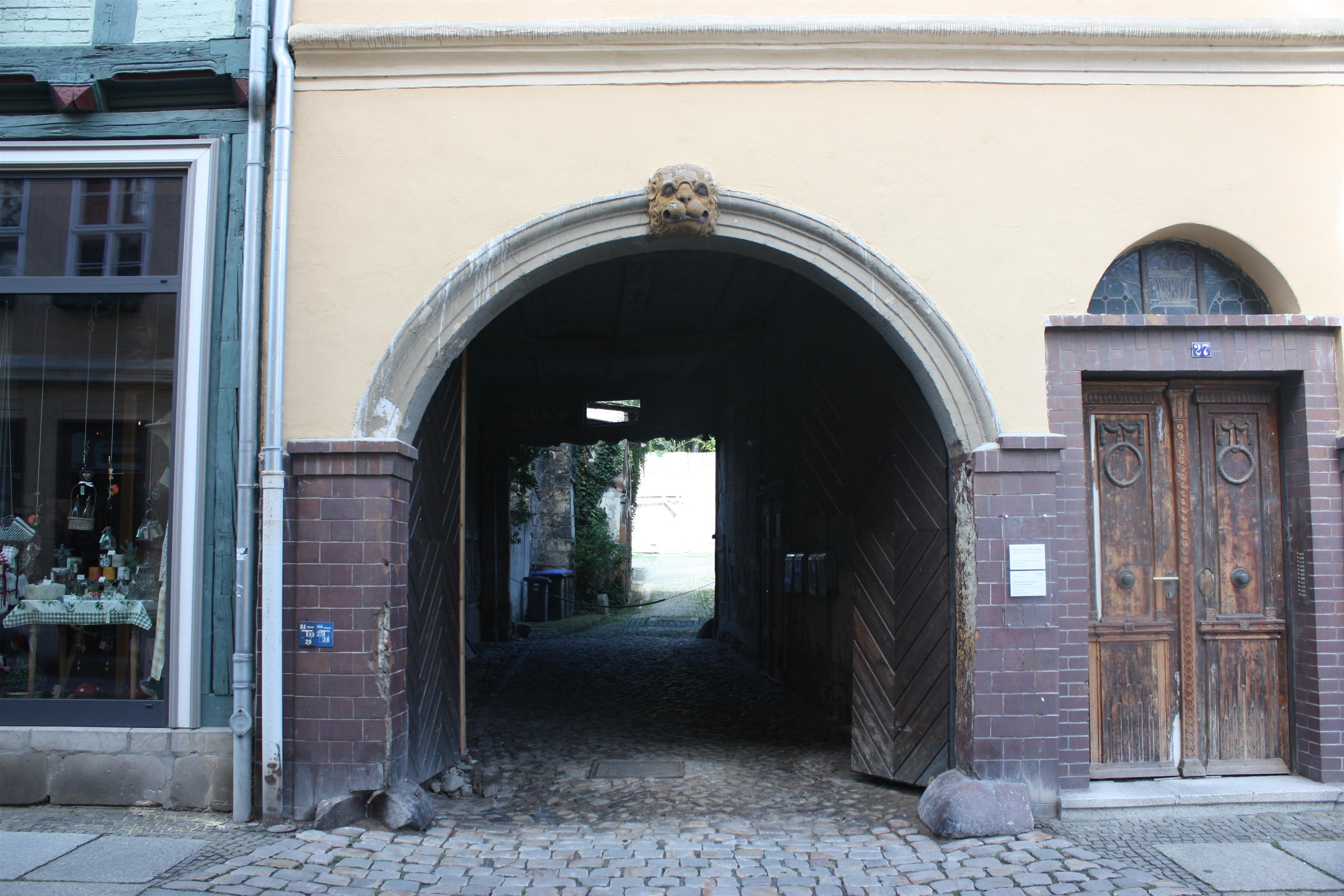
Tordurchfahrt mit Löwenmaske

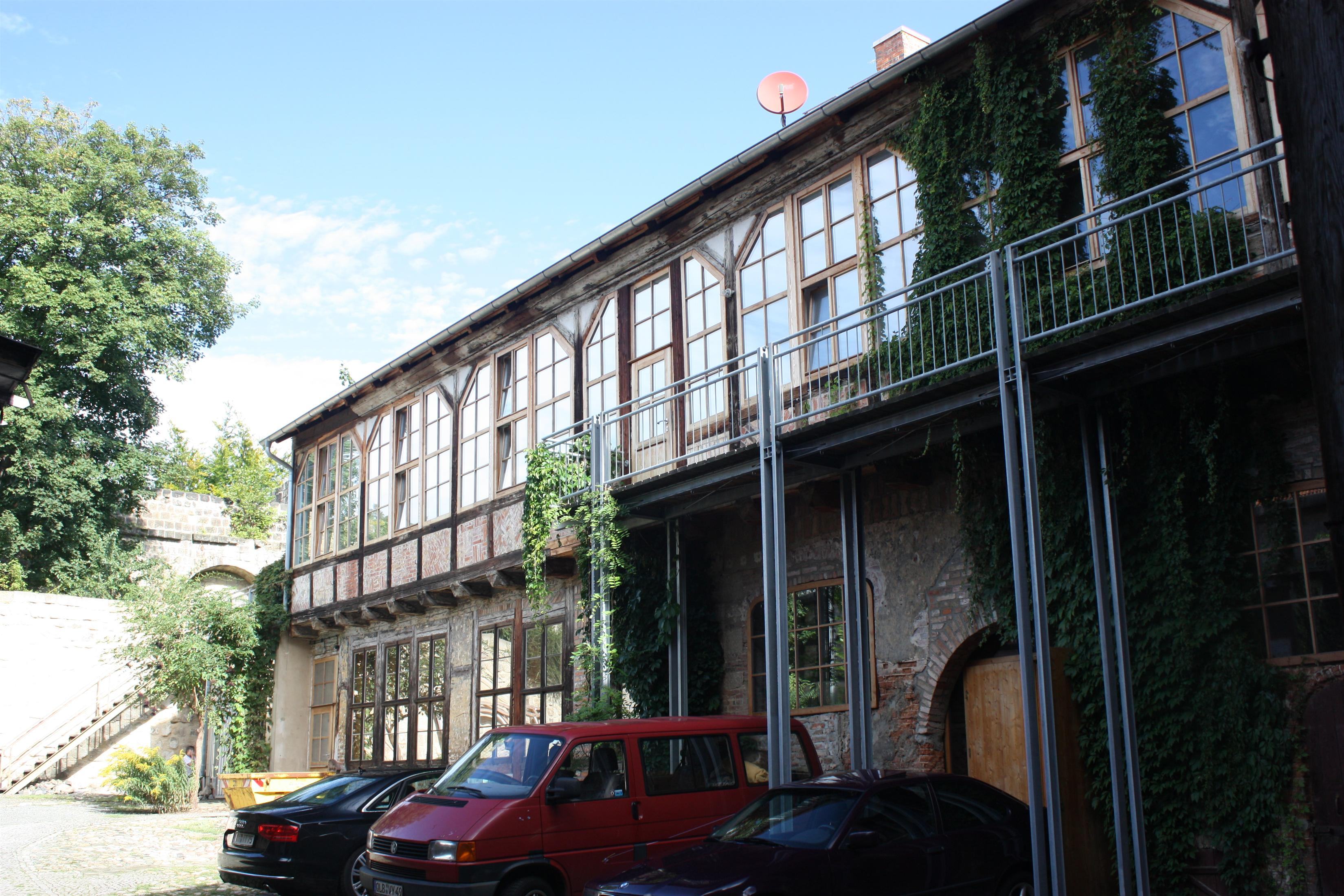
Hofflügel

## Architektur und Geschichte
Das bereits früh verputzte Fachwerkhaus ist im Quedlinburger Denkmalverzeichnis als Kaufmannshof eingetragen. Es entstand in seinem Kern in der Zeit des Barock. An der seitlichen Tordurchfahrt befindet sich eine Löwenmaske. Die Haustür ist klassizistisch. Im Inneren des Hauses besteht eine barocke Treppenanlage.  1930 wurde das im Gebäude befindliche Ladengeschäft umgestaltet.
Hofseitig besteht ein mit Schnitzereien verzierter Sturz. Darüber hinaus gibt es einen um 1680 ebenfalls in Fachwerkbauweise entstandenen Hofflügel.